# العلاقات النرويجية الليختنشتانية
العلاقات النرويجية الليختنشتانية هي العلاقات الثنائية التي تجمع بين النرويج وليختنشتاين.

## مقارنة بين البلدين
هذه مقارنة عامة ومرجعية للدولتين:
| وجه المقارنة                                              | النرويج                                                   | ليختنشتاين                                 |
| --------------------------------------------------------- | --------------------------------------------------------- | ------------------------------------------ |
| المساحة (كم2)                                             | 385.21 ألف                                                | 16                                         |
| عدد السكان (نسمة)                                         | 5.33 مليون                                                | 37.47 ألف                                  |
| الكثافة السكانية (ن./كم²)                                 | 13.84                                                     | 234.19 ألف                                 |
| العاصمة                                                   | أوسلو                                                     | فادوتس                                     |
| اللغة الرسمية                                             | بوكمول، لغات السامي، نينوشك، اللغة النرويجية              | اللغة الألمانية                            |
| العملة                                                    | كرونة نروجية                                              | فرنك سويسري                                |
| الناتج المحلي الإجمالي (بليون دولار)                      | 398.83 مليار                                              | 6.29 مليار                                 |
| الناتج المحلي الإجمالي (تعادل القوة الشرائية) بليون دولار | 322.23 مليار                                              |                                            |
| الناتج المحلي الإجمالي الاسمي للفرد دولار أمريكي          | 74.40 ألف                                                 |                                            |
| الناتج المحلي الإجمالي للفرد دولار أمريكي                 | 65.61 ألف                                                 |                                            |
| مؤشر التنمية البشرية                                      | 0.944                                                     | 0.908                                      |
| رمز المكالمات الدولي                                      | +47                                                       | +423                                       |
| رمز الإنترنت                                              | .no                                                       | .li                                        |
| المنطقة الزمنية                                           | ت ع م+01:00، ت ع م+02:00، توقيت وسط أوروبا، أوروبا/أوسلو ‏ | توقيت وسط أوروبا، ت ع م+01:00، ت ع م+02:00 |

## منظمات دولية مشتركة
يشترك البلدان في عضوية مجموعة من المنظمات الدولية، منها:
| علم المنظمة | اسم المنظمة                    | تاريخ انضمام النرويج | تاريخ انضمام ليختنشتاين |
| ----------- | ------------------------------ | -------------------- | ----------------------- |
|             | الاتحاد البريدي العالمي        | ?                    | ?                       |
|             | رابطة التجارة الحرة الأوروبية  | ?                    | ?                       |
|             | منظمة حظر الأسلحة الكيميائية   | ?                    | ?                       |
|             | منظمة التجارة العالمية         | 1995                 | ?                       |
|             | الأمم المتحدة                  | 27 نوفمبر 1945       | 18 سبتمبر 1990          |
|             | منظمة الشرطة الجنائية الدولية  | ?                    | ?                       |
|             | الاتحاد الدولي للاتصالات       | 1866                 | 25 يوليو 1963           |
|             | مجلس أوروبا                    | 5 مايو 1949          | ?                       |
|             | المنطقة الاقتصادية الأوروبية   | ?                    | ?                       |
|             | منظمة الأمن والتعاون في أوروبا | 25 يونيو 1973        | 25 يونيو 1973           |

## وصلات خارجية
- موقع وزارة الخارجية النرويجية